# Catocala nuptialis
Catocala nuptialis är en fjärilsart som beskrevs av Otto Staudinger 1901. Catocala nuptialis ingår i släktet Catocala och familjen nattflyn. Inga underarter finns listade i Catalogue of Life.